# Флаг Дорогобужа
Флаг муниципального образования Дорогобу́жское городское поселение Дорогобужского района Смоленской области Российской Федерации.
Флаг утверждён 8 февраля 2000 года, как флаг города Дорогобужа и Дорогобужского района, и внесён в Государственный геральдический регистр Российской Федерации с присвоением регистрационного номера 586.

## Описание
«Флаг представляет собой прямоугольное полотнище с отношением ширины к длине 2:3. Соотношение цветных полос по ширине флага устанавливается 1:1, в верхней части — красный, в нижней — белый цвета. В центре флага расположен основной элемент герба — три жёлтых (золотистых) бунта пеньки. Высота бунтов пеньки составляет 1/2 ширины флага. Ширина бунтов (связок) — 1/3 длины флага».

## Символика
Флаг разработан на основе герба Дорогобужского городского поселения, который повторяет исторический герб Дорогобужа утверждённый Екатериной II 10 (21) октября 1780 года, геральдическое описание которого гласило: «В щите красном с серебром три бунта пеньки».
Геральдическое описание герба Дорогобужского городского поселения гласит: «В пересечённом червленьем и серебром щите три золотых сомкнутых бунта пеньки в косвенный слева столб, каждый бунт состоит из четырёх пучков и пятикратно перевязан».
Изображение пеньки на флаге города означает богатство и процветание края, ведь когда-то за счёт пеньки край действительно процветал. Этот смысл усиливается и тем, что пенька имеет жёлтый (золотой) цвет, а это тоже символизирует богатство. Перевязи снопов пеньки обозначают единство и солидарность всех жителей дорогобужской земли.
Красный цвет флага символизирует героизм и мужество дорогобужан, не раз защищавших своё отечество от врага.
Белый цвет флага символизирует благородство, чистоту помыслов, мудрость и безмятежное состояние души. Таким образом, красный и белый цвета отражают героическое и духовное начало дорогобужан.